# Кварцова криза

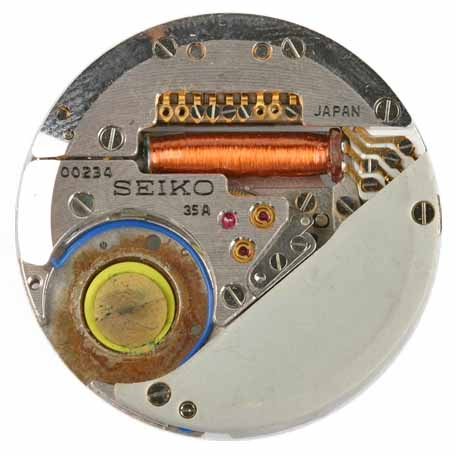
Кварцовий механізм годинника Seiko Astron, 1969

Кварцова криза (або кварцова революція) — потрясіння в годинниковій галузі, спричинене появою кварцових генераторів у 1970-х та початку 1980-х років, які значною мірою замінили механічні годинники по всьому світу, дозволивши при малих електрозатратах отримувати точні у часі імпульси. Це сповільнило швейцарську годинникову промисловість, яка вирішила зосередитись на традиційних механічних годинниках, тоді як більшість світового виробництва годинників перейшло на азійські компанії, такі як Seiko, Citizen і Casio в Японії, які застосували нові технології.
Кварцова криза виникла на тлі глобальної цифрової революції, що сформувалася наприкінці 1950-х років. Криза почалася з моделі годинника Astron, який був першим у світі кварцовим годинником, представленим Seiko у грудні 1969 року.
Ключові успіхи включали заміну механічного або електромеханічного годинникового механізму кварцовим генератором, а також заміну традиційних циферблатів цифровими дисплеями — світлодіодними чи рідкокристалічними(РКД). Кварцові годинники виявилися набагато точнішими та дешевшими, ніж механічні.

## Історія
Під час Другої світової війни Швейцарія зберігала нейтралітет. У той час як основні країни світу змушені були замість годинників виробляти прилади військового призначення, швейцарські годинникарі продовжували виготовляти годинники для цивільних споживачів. У результаті після війни швейцарська годинникова промисловість потрапила в монопольне становище. Галузь розквітла через відсутність реальної конкуренції. До 1970-х швейцарська годинникова промисловість утримувала 50 % світового ринку годинників.
На початку 1950-х спільне підприємство компанії Elgin Watch у Сполучених Штатах та Lip у Франції з виробництва електромеханічних годинників, що живляться від невеликої батареї, заклало основу кварцових годинників. Хоча підприємство Lip-Elgin випускало лише прототипи, у 1957 році у виробництві надійшли перші акумуляторні годинники американського виробництва Hamilton 500.

## Наслідки
До 1983 року криза досягла критичної точки. Швейцарська годинникова індустрія, у якій у 1970 році було 1600 годинникарів[прояснити], скоротилася до 600. У березні 1983 року дві найбільші швейцарські годинникові групи, ASUAG (Allgemeine Schweizerische Uhrenindustrie AG) та SSIH (Société Suisse pour l'Industrie Horlogère), об'єдналися, щоб врятувати галузь. Об'єднане підприємство ASUAG/SSIH згодом стало називатися SMH (Société de Microélectronique et d'Horlogerie). Ця організація стала попередником групи Swatch, яка поставила за мету відродити швейцарську годинникову промисловість, давши новий поштовх всім зацікавленим брендам. У 1998 році конгломерат був перейменований в Swatch Group, який став найбільшим виробником годинників у світі.